# Heiko Grabolle

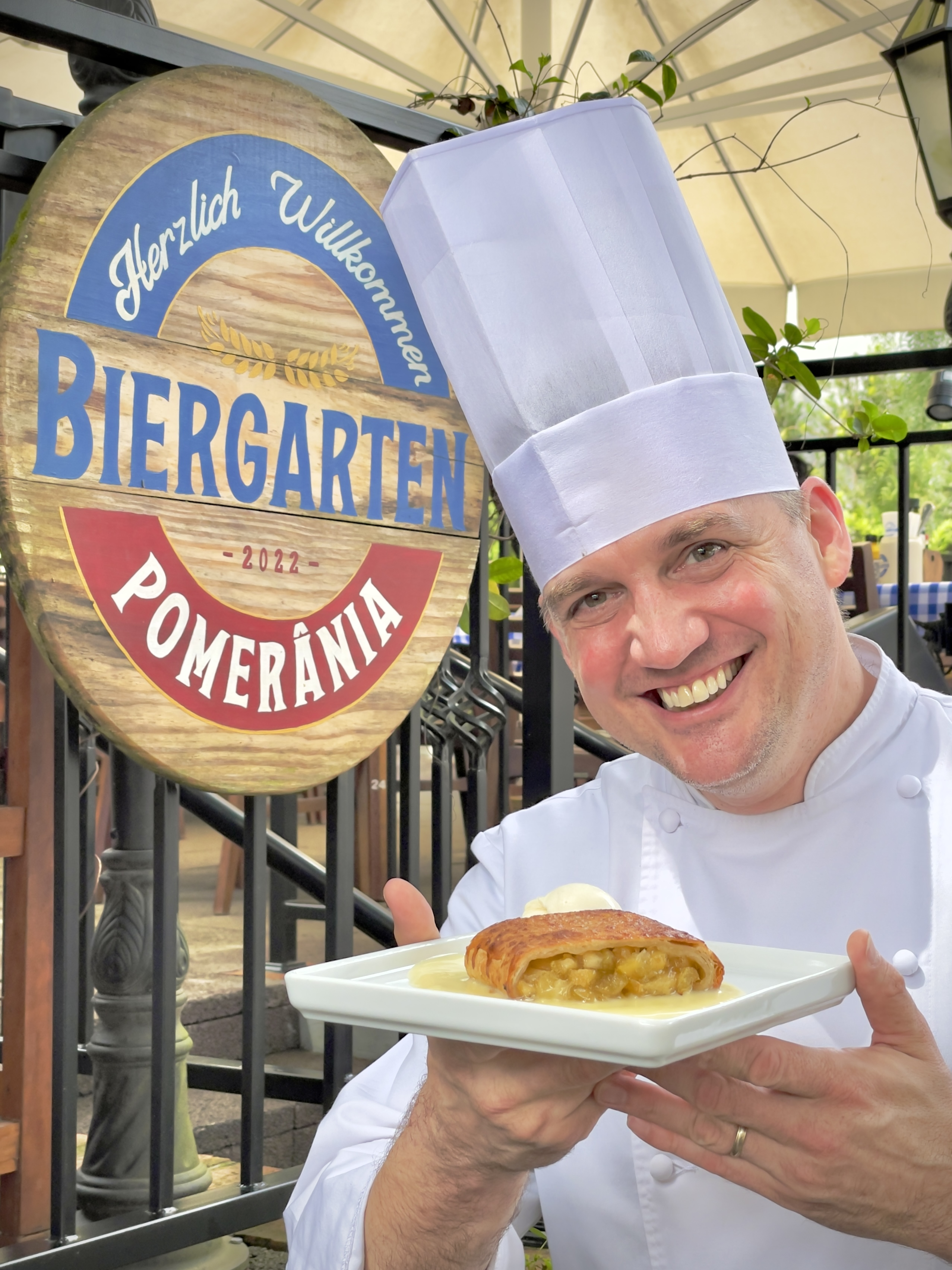
Chef alemão Heiko Grabolle no restaurante Biergarten Pomerânia, em Pomerode (SC)

Heiko Grabolle é embaixador da gastronomia do estado de Santa Catarina (Prêmio Nacional Dólmã 2016) e atuou por oito anos como chef consultor da Oktoberfest em Blumenau - maior festa germânica do Brasil e uma das maiores do mundo. Radicado no Brasil desde 2003, é autor do livro “Cozinha Alemã”, publicado pela editora Senac e chef do Restaurante Biergarten Pomerânia, em Pomerode, Santa Catarina.
Membro da Associação dos Chefs Alemães (Verband der Köche Deutschlands - VKD), Heiko Grabolle é empresário, fundador da Heiko Grabolle Gastronomia, na qual atua como food stylist,  consultor para restaurantes e ministrante de workshops e cursos voltados à gastronomia. Em 2015, foi o chef responsável pela reestruturação do conceito gastronômico da 27a  Schützenfest, em Jaraguá do Sul.
Com passagem por restaurantes na Alemanha, Suíça, Itália, Inglaterra e Espanha, por nove anos (2007 a 2016) coordenou ao lado da Chef Mônica Rangel o Cruzeiro Prata Gourmet da Costa Crociere e o Royal Gourmet, da Royal Caribbean Cruise Lines, cruzeiros gastronômicos que promovem a boa cozinha por meio de cardápios desenvolvidos por grandes chefes, workshops e pocket shows culinários.
A associação da experiência profissional com o conhecimento acadêmico na área gastronômica deram origem aos conceito Ecke e Haus, desenvolvidos pelo Chef Alemão Heiko Grabolle, que buscam valorizar a cultura e a cozinha típica alemã, viva no Brasil, por meio dos descendentes de colonizadores e das festas realizadas no sul do país.
Desde 2023, Heiko Grabolle é o responsável pela cozinha do restaurante Biergarten Pomerânia, no Centro da turística cidade de Pomerode. O cardápio criado pelo chef celebra a cultura dos bares alemães contemporâneos, com destaque para pratos descomplicados e que harmonizam com a cerveja de fabricação própria. A receita de Eisbein, o tradicional joelho de porco, mistura três diferentes tipos de preparo característicos de regiões da Alemanha, combinação de autoria do chef. 
A atuação do chef Heiko Grabolle no Brasil chamou atenção de jornais alemães, que destacaram o desenvolvimento da gastronomia alemã no Sul do Brasil. O jornal Siegener Zeitung o chamou de "embaixador da bockwurst no Brasil".

## Biografia
Nascido no ano de 1976, em Siegen, cidade alemã localizada no estado da Renânia do Norte-Vestfália, quando jovem, sonhava em ser jardineiro, mas encantou-se pelos aromas da cozinha ao visitar o trabalho de seu irmão mais velho, o chef Sven Ingo Grabolle. Foi então que Heiko decidiu  ingressar no universo da gastronomia, trabalhando e estudando no sistema acadêmico dual, na Escola Técnica Alemã (Berufskolleg) e no restaurante Alter Wartesaal Colônia/Alemanha, onde formou-se Chef em 1996, aos 20 anos.
Em 1997 foi convocado ao serviço militar na Otan, na base da aeronáutica na Alemanha, na Sardenha, Itália. Lá, cozinhou para os soldados, aprofundou-se na gastronomia italiana e, nas ruas, descobriu o prazer do povo local ao degustar uma refeição, ritual que fez crescer sua paixão pela cozinha.
No ano seguinte embarcou para a Suíça. Foi Chef Saucier e Chef Entremetier no Hotel Waldhotel Fletschhorn – Saas Fee. Trabalhou com a chef Irma Dütsch (chef do ano 1994 e primeira mulher suíça a ganhar uma estrela Michelin) e Markus Neff (chef do ano 2007). Aperfeiçoou-se na execução de pratos requintados, produzindo cardápios diários para atender o restaurante de 70 lugares e as 14 suítes do hotel, além de ministrar cursos de culinária. Foi então que consolidou a decisão de seguir carreira na gastronomia.
A partir de então, decidiu traçar uma jornada pelos diversos sabores do mundo, passando pela Inglaterra, França, retornando à Alemanha e chegando ao Brasil, país que reside até hoje, dividindo-se entre Blumenau e Florianópolis, cidades do estado de Santa Catarina, onde consagrou-se embaixador da  cozinha catarinense.

## Formação
- Berufskolleg AHS Siegen, Alemanha: Formação de cozinheiro Chef de Cozinha (1993 – 1996)
- HK Handelskammer Hamburgo, Alemanha: Formação de instrutor (2003)
- HK Handelskammer Hamburgo, Alemanha: Mestrado em cozinha (2003)

## Premiações e Homenagens
- Prêmio Nacional Dólmã, Chef Embaixador de Santa Catarina (2016)
- Moção de Louvor (Câmara de Vereadores de Blumenau, 2014)

## Publicações
- Autor do livro Cozinha Alemã, editora Senac - 2013 (eBook 2020)

## Consultorias e Coordenação de cozinha
- Restaurante Biergarten Pomerânia, Pomerode (2023 - atual)
- Restaurante Senac Blumengarten, Blumenau (2008 - 2023)
- Sommerfest, Blumenau (2020)
- Oktoberfest Blumenau (2013-2020)
- Schützenfest, Jaraguá do Sul (2015 e 2019)
- Cruzeiro Royal Gourmet (2014-2016)
- Cruzeiro Prata Gourmet (2008-2013)